# Leonhard von der Borgh
Leonhard von der Borgh (* in Osnabrück; † 20. November 1641 in Lübeck) war ein deutscher Jurist und Syndicus der Hansestadt Lübeck.

## Leben
Leonhard von der Borgh war Sohn des Osnabrücker Bürgers und Leinwandhändlers Jobst von der Borgh. Eine Verbindung dieser bürgerlichen Familie zu Adelsgeschlechtern dieser oder ähnlicher Namensformen ist nicht nachweisbar. Er immatrikulierte sich 1599 zum Studium an der Universität Helmstedt und im November 1612 an der Universität Heidelberg, wo er auch 1613 unter dem Vorsitz von Philipp Hoffmann (bl. 1589–1626) disputierte. Er schloss seine rechtswissenschaftlichen Studien mit der Promotion zum Doktor beider Rechte ab. 1616 wurde er Advokat im Hochstift Münster. Seine bei Friedrich Bruns erwähnte Tätigkeit als Direktor der Kanzlei des Bistums Minden lässt sich nach Helge Bei der Wieden nicht mit dortigen Quellen belegen. 1622 wurde von der Borgh gräflich Schauenburgischer Rat bei Graf Jobst Hermann von Schauenburg und Holstein in Bückeburg, der jedoch infolge des Dreißigjährigen Krieges ab 1629 in Liquiditätsschwierigkeiten geriet, so dass sich seine Bediensteten nur noch die zugesagten Naturalleistungen erhielten, aber nicht die Geldleistungen. Leonhard von der Borgh, der verheiratet war und vier Kinder hatte, kam dadurch in finanzielle Schwierigkeiten. Dennoch verblieb er zunächst in holsteinisch-schaumburgischen Diensten und erst als nach dem Tode Jobst Hermanns 1635 mit den Vormündern des Nachfolgers Graf Otto V. keine Einigung erzielt werden konnte, verließ er Bückeburg und begab sich 1637 nach Stade, wo er zwar als erzbischöflich Bremischer Rat wie in Minden nicht nachgewiesen ist, aber sich 1638 in das Goldene Buch der St. Antonii-Brüderschaft eintrug. Im November wurde er für den verstorbenen Otto Tanck zum Syndicus des Rates der Stadt Lübeck berufen. Er trat dieses Amt Anfang 1639 an und verstarb bereits 1641 an einem Schlaganfall. Über seinen Nachlass kam zu einem Rechtsstreit vor dem Reichskammergericht.